# 五島うどん

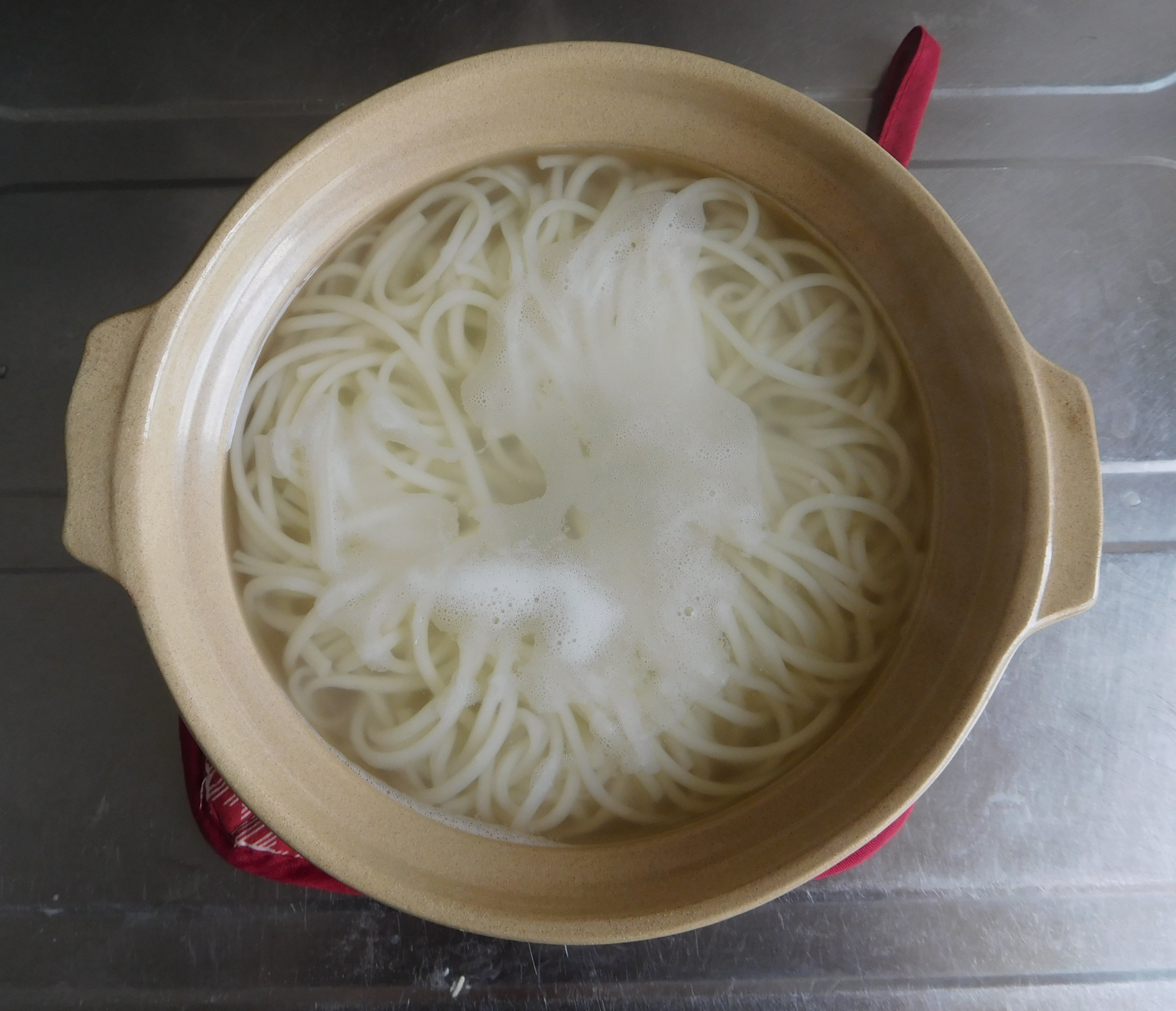
茹でた五島うどん

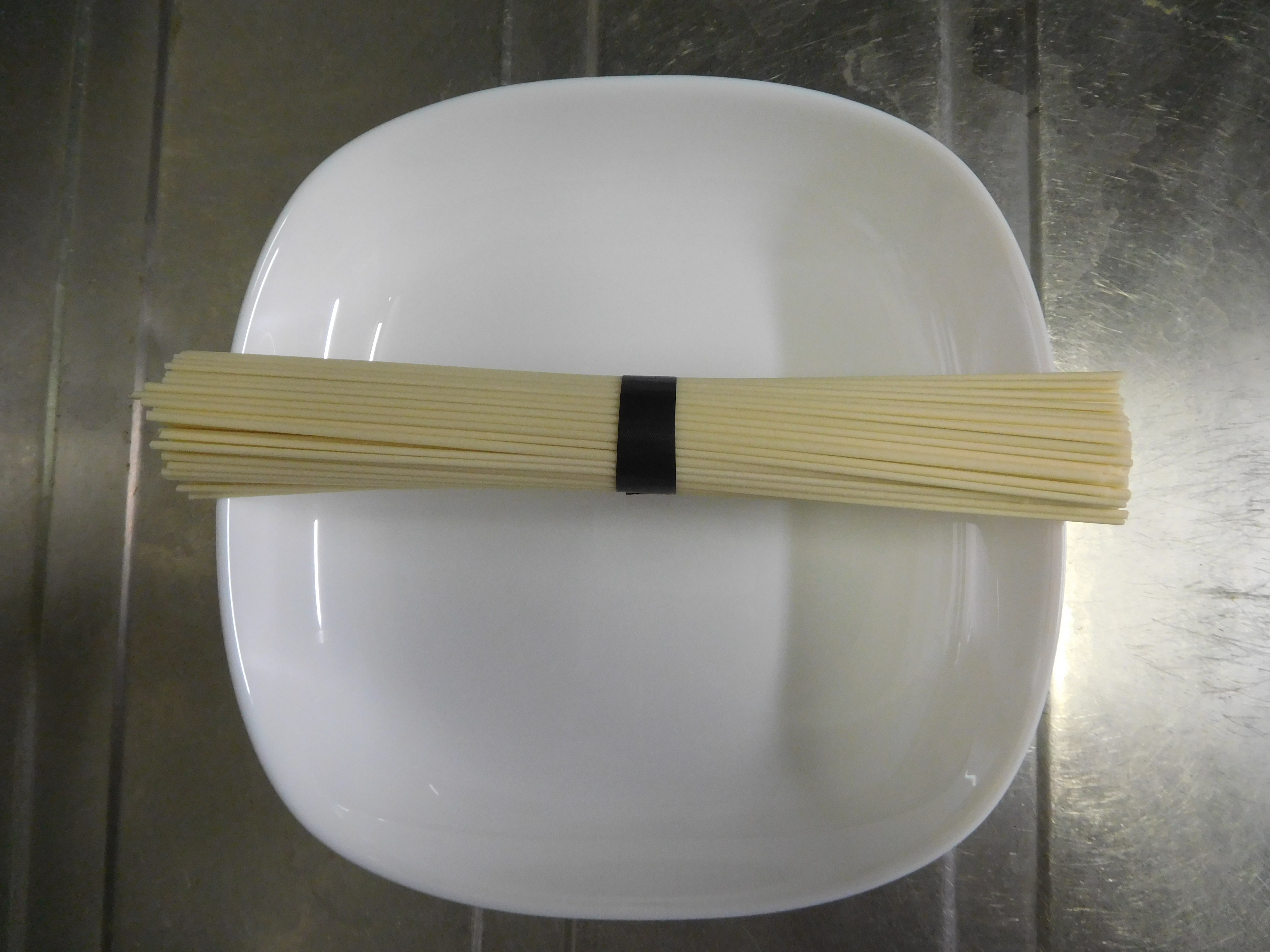
五島うどん（乾麺）

五島うどん（ごとううどん）は、長崎県五島列島で生産されているうどん。五島手延うどん（ごとうてのべうどん）とも呼ばれる。
細麺ながらも強いコシを持ち、椿油を塗って熟成するのが特徴である。長崎県を代表するうどんであり、讃岐うどんや稲庭うどんと並び、「日本三大うどん」の一つとされる。日本国内での認知度は十分でないとされ、長崎県庁による認知向上の取り組みが続けられている。
起源には諸説あり、そのうちの一つに、遣唐使から中国大陸の製法が伝えられたとする説がある。

## 概説

五島列島
図中の青色の島々が新上五島町

九州の麺料理はラーメンが強い人気を持つ一方で、うどんや素麺（そうめん）も評価されている。その背景には、地理的に中国大陸の影響を受けやすかったことや、小麦生産の盛んな県が多いことがある。同じ北部九州の博多うどんは太麺で柔らかいという特徴があるが、五島うどんは対照的に細麺で弾力が強い。コシの強さを特徴とする一方、「讃岐うどんほどの強いコシはない」と評される。
麺の太さは直径2mmほどであり、一般的なうどんよりは素麺に近い細丸形をしている。椿油を生地に練り込んでいるため、細麺でも伸びることなく、独特の食感を維持できる。
基本的には手作業で製麺する。五島うどんは乾麺であり主に上五島（新上五島町）で生産される。なお下五島（五島市）では生麺のうどんが生産される。
五島うどんのダシには五島近海で漁獲されるトビウオ（アゴ）を焼いたものをよく使う。ますだ製麺の「あごうどん」は、アゴの粉末を小麦粉に練り込んだ五島うどんである。

## 歴史

### 起源
五島列島は、うどんが中国から日本に伝来した地と言われている。しかし、伝来の時期や過程には諸説ある。
1. 7世紀から9世紀に遣唐使が伝えた[4][12][13]。
2. 鎌倉時代の元寇の折に捕虜となった兵士から、五島の船崎氏がうどん作りを学んだ[2]。
3. 15世紀中頃に中国の貿易商人が伝えた[1]。
4. 江戸時代の元禄年間（1688年 - 1704年）に江戸への控訴の往復に向かう時の保存食として本土から学んだ[14]。
5. 四国のうどん職人が五島に来て、うどん作りを伝えた（時期不明）[4]。

遣唐使が伝えたという説は、値嘉島（五島）が日本と唐との航海ルート上にあること、中国宋代から元代の書物『居家必用事類全集』にある唐菓子の製法と五島うどんの製法が「掛巻」と呼ばれる手延べ製法で一致していることが傍証となっている。また2001年（平成13年）には上五島町教育長の吉村政徳が浙江省温州市永嘉県で五島うどんと製法の似た「岩坦索麺」が作られていることを発見し、これが伝わった可能性があると示唆した。遣唐使が伝えた索餅が時間をかけて五島うどんへと変化していったという説もある｡
。

### 生産の増加
江戸時代には各家庭で小麦を石臼でひいた小麦粉を加工業者へ持って行き、うどんにしてもらう委託加工の形で食されてきた。この頃の五島うどんは自家消費用で、冠婚葬祭の時に供された。
明治時代になると小麦粉が商品として流通するようになり、加工業者がこれを使って量産し、小売りも手掛けるようになった。当時の一般的な流通規格は1束1斤（=600g）であった。
第二次世界大戦後は、長崎県外にも五島うどんの名が知られるようになり、需要が増大した。1980年代の流通規格は1束400g、長さは18.5cmであった。当時はまだ「離島の隠れたうどん」という認知のされ方であった。1984年（昭和59年）には中小企業庁の「地域小規模事業活性化推進事業」の補助金を上五島町商工会が獲得し、アオサを麺に練り込んだ五島うどんの新商品「あおさうどん」を開発した。

### 地域ブランド化の推進
2004年（平成16年）3月、当時の有川町が物販施設と五島うどんの飲食店を併設した「五島うどんの里」を開設し、集客拠点として機能するようになった。この頃には五島出身者がおすそ分けの形で広めることで九州での五島うどんの知名度が向上し、五島うどんメーカー12社が参加する五島手延うどん協同組合は同年3月期に約2億円を売り上げ、イベントでの出張販売のみならずスーパーマーケットなどの通常販路が拓けていった。2005年（平成17年）3月には「長崎県五島手延うどん振興協議会」がうどんメーカーらによって結成された。この組織は、これまで各メーカーの企業秘密であった小麦粉と塩の配合比率を教え合って統一ブランドとしての試作を図ったり、東京や大阪での商談会を開催したりするもので、地域の基幹産業であった漁業の衰退と公共事業の減少を背景とした動きであった。更に五島うどんの製法で培った技術を生かしてパスタやちゃんぽん麺の開発も行った。2008年（平成20年）には、出荷額が10億円に達した。
長崎県庁では五島手延うどんの認知拡大と売上向上を図っており、電通九州を代理店として統一ブランド商品を展開した。その中で売り場に埋もれないデザインが心掛けられ、「私流、おもてなしうどん。」のキャッチコピーでポスターやPOP広告、レシピ本などを制作した。県庁では五島うどんが日本三大うどんに数えられながらも認知度では讃岐うどんや稲庭うどんに劣ると考えており、2015年（平成27年）にはJapan Expoやミラノ国際博覧会に出品するなどして日本国外との取引促進や日本国内での認知向上を続けていく方針である。
2016年（平成28年）には新上五島町の地域おこし協力隊員が島で育てた小麦を使って五島うどんを作ることを目指して「ムギ部」を立ち上げ、耕作放棄地を利用した小麦栽培を開始した。新上五島町役場は2024年（令和6年）10月1日、「五島うどん課」を新設した。

## 名称
五島うどんとは本来、旧上五島町で生産する「船崎うどん」と旧有川町で生産する「有川うどん」の総称である。両町は平成の大合併により新上五島町となっており、同町の旧新魚目町域にも五島うどんの製麺所がある。有川うどんは赤色の帯封が特徴である。五島手延うどんの名称は、製法が普及して流通が広がった1965年（昭和40年）頃から使用されるようになった。
「五島うどん」と「五島手延うどん」はどちらも地域団体商標登録されており、五島手延うどん協同組合が商標権を有する。登録上の指定商品又は指定役務は前者が「五島産のうどんのめん」、後者が「五島産の手延べうどんのめん」である。登録番号は前者が第5079155号、後者が第5079156号。

## 製法
五島うどんは長崎県の手延べうどんの生産の中核を占める。材料は小麦粉、塩、椿油のみであり、小麦粉は日本国内産、塩は五島灘から採れる海水塩を使用し、椿油は100%五島産を利用する。長崎県庁によると、2015年（平成27年）時点の五島うどんメーカーは29業者ある。
まず小麦粉を塩水とともに練り、これをよりながら細くしていき、「むろ」という木箱の中で熟成させる。この手延べ製法は「掛巻」と呼ばれる。
これをさらによりながら細くし、麺棒（伸ばし棒）で数回に分けて伸ばし、これを吊るし干しする。吊るし干しの工程に至るまでに20回以上生地を伸ばす。五島には晩秋から春先にかけて冷たく乾燥した北西風が吹き下ろし、これがうどんの乾燥に適している。乾燥させる際に椿油を塗りながら麺を伸ばす。ツバキ（椿）は五島の山に自生しており、ツバキの実を絞って油を抽出する。椿油はコシを保ち、酸化しにくい麺を作るのに役立っている。
通常のうどんは2日かけて製造するが、「本場の本物」認定品は乾燥工程を1日長くするため3日を要する。

## 喫食法

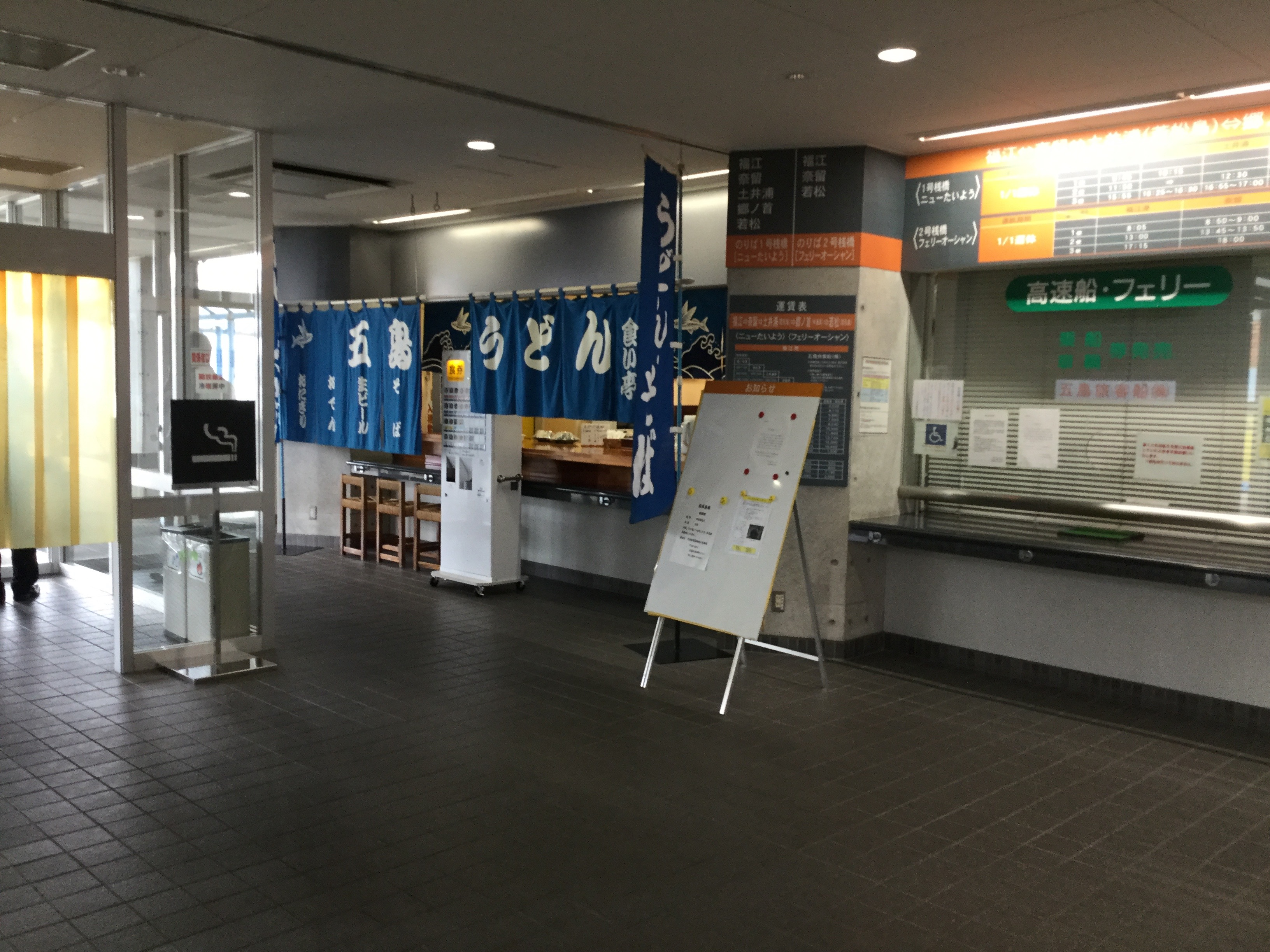
五島うどんの店（福江港）

五島では、地獄炊きと呼ばれる方法で食べる。地獄炊きとは、グツグツと煮立った鍋から直接うどんを取って食べるもので、煮えたぎる鍋が/地獄の釜のようであることからその名がついた。コシの強さが特徴である五島うどんならではの食べ方である。元は漁師が船上で食べていたと言われ、家族や友人と大鍋を囲んで食べる五島の家庭料理となっている。また、麺を鍋から取りやすいように専用の麺をすくう道具（うどんすくい棒）も工夫されている。五島うどんを出す店舗でも、鍋のまま提供する店が多い。地獄炊きを味わえるうどん店は上五島に多く、福江島など下五島にはほとんどないとされる。         
つけ汁には生醤油、生醤油に生卵を加えたもの、アゴ（トビウオ）で取ったダシを使う。溶き卵にカツオダシと醤油を加え、うどんの茹で汁で味を調整するつけ汁、キビナゴの煮干しを使ったダシもある。
夏季には地獄炊きにせず、麺を冷やしてざるうどんとして食べる。